# ジョージ・ルイス
ジョージ・ルイス （George Lewis、1900年7月13日 - 1968年12月31日）は、ニューオーリンズ生まれの著名なアルバート式クラリネット奏者。日本にも演奏旅行で数度来日している。1963年、1964年、1965年と3度の来日で、アルバム『ジョージ・ルイスとニュー・オルリーンズ・オール・スターズ』（1963年）が残されている。卓越したリズム感とその哀愁をおびた音色は多くのファンの心を捉えた。後のニューオーリンズ・ジャズ・クラリネット奏者の多くは彼の奏法に影響を受けている。

## ディスコグラフィ

### リーダー・アルバム
- American Music (1951年、American Music)

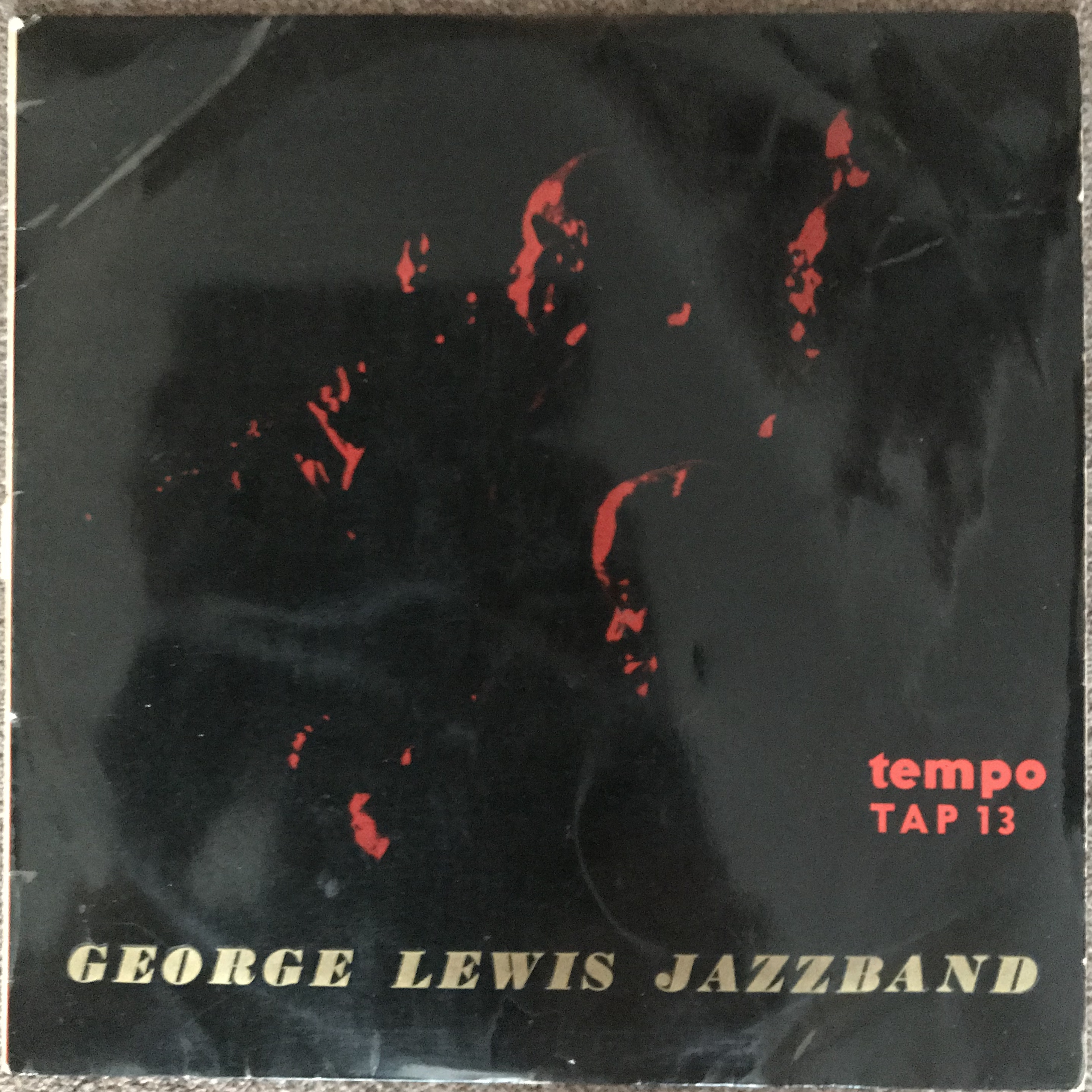

- George Lewis’ Ragtime Jazz Band (Tempo Records, London UK 1954年?)
- New Orleans Jazz Band and Quartet (1954年、Riverside)
- 『ジャズ・イン・ザ・クラシック・ニューオリンズ・トラディション』 - Jazz in the Classic New Orleans Tradition (1956年、Riverside)
- 『アット・ニューポート』 - George Lewis & Turk Murphy at Newport (1957年、Verve)
- 『ジャズ・アット・ヴェスパーズ』 - Jazz at Vespers (1957年、Riverside)
- The Perennial George Lewis (1958年、Verve)
- Blues from the Bayou (1959年、Verve)
- 『ジャズ・アット・プリザヴェイション・ホール 4』 - Jazz at Preservation Hall 4: The George Lewis Band of New Orleans (1963年、Atlantic)[1]
- 『ジョージ・ルイスとニュー・オルリーンズ・オール・スターズ』 - George Lewis & New Orleans All-Stars In Tokyo (1963年、King)
- 『プレイス・ヒムズ』 - George Lewis Plays Hymns (1965年)
- 『ジョージ・ルイス』 - Kids Shots's New Orleans Band/Jim Robinson's New Orleans Band/George Lewis Trio (1978年、DAN)
- 『ジョージ・ルイス・イン・東京』 - George Lewis in Tokyo (1980年、DAN)
- 『ジョージ・ルイス・イン・ジャパン』 - In Japan (1982年、DAN)
- 『コンサート 第2集』 - One Night with George Lewis Vol 2 (1982年、DAN)
- With Papa Bue's Viking Jazz Band (1991年、Storyville)
- Hot Creole Jazz 1953 (1991年、DCC)
- George Lewis with Red Allen (1992年、American Music)
- In Stockholm (1992年、Dragon)
- For Dancer's Only (1993年、GHB)
- 『ジャズ・アット・オハイオ・ユニオン』 - Jazz at the Ohio Union (1994年、Storyville)
- The Beverly Caverns Sessions (1994年、Good Time Jazz)
- 『ジョージ・ルイス・オブ・ニューオリンズ』 - George Lewis of New Orleans (1994年、Original Jazz Classics)
- Jazz Funeral in New Orleans (1997年、Rykodisc)
- Reunion (1997年、Delmark)
- At Congo Square (1998年、American Music)
- George Lewis in Hi-Fi (2008年、Upbeat)[2][3]